# Slobozia (Ialomița megye)
Slobozia megyeszékhelye és egyben legnagyobb városa Ialomița megyének, Munténiában, Romániában. A 2002-es népszámlálás során, a lakosság száma 52 710 volt.

## Földrajz
Slobozia a Román Alföld közepén helyezkedik el, mintegy 130 kilométerrel keletre Bukaresttől és 150 kilométerrel nyugatra Konstancától. A városon folyik keresztül a Ialomița folyó.
Teljes területe 13 286 hektár, amiből 11 987 hektár külterület és 1300 hektár belterület. A jelenlegi közigazgatási felosztás szerint a megyeszékhely a tulajdonképpeni Slobozia városból valamint a Bora és az Új Slobozia (Slobozia Nouă) negyedekből áll.

## Városrészek
Matei Basarab, Cuza-Vodă, Piața Mare, Gară, Central, Ansamblul Peco, Gostat, Bazar, Ialomița, Case, Bara Comercială, Pod (Paradis), Mănăstire, Nordului, Lacului, Revoluției (Centrul Civic), E14, Piața Mică, 500, Cărămidari, Sere, Cosminului, Unirii (Muntenia), Elegant, Ferdinand, Bora, Slobozia Nouă

## Oktatás, kultúra
A városban 10 óvoda, 8 általános iskola, 5 középiskola, egy főgimnázium (Colegiul Național „Mihai Viteazul”), egy egyetemi campus, egy nővér képző felsőoktatási intézmény („Christiana”), egy 600 ágyas kórház és különböző kulturális intézmények vannak. Itt található a Román Ortodox Egyház Megyei Püspöksége.
Iskolái: 1 Számú (a város első iskolája - 1834), 2 Számú (Szent András apostolról nevezték el), 3, 4, 5, 6, 7 és 13-as Számú (az utóbbi a hátrányos helyzetű gyerekekkel foglalkozik).
Középiskolái: pedagógiai („Matei Basarab”), építészeti („Al. I. Cuza”), művészeti („Ionel Perlea”), kémiai („Mihai Eminescu”) és teológiai („Sfântul Ioan Gură de Aur”).
A lakosság főleg a mezőgazdasági termékek feldolgozásából valamint a könnyűiparból él. Az utóbbi időben pedig egyre többen találnak állást a  szolgáltatási szektorban is.
1990-ben felavatták a város kulturális centrumát, az épületkomplexust a román karnagyról és zeneszerzőről, Ionel Perlea -ról nevezték el. Itt több kiállítóterem, előadóterem, könyvüzlet, kulturális intézmény megtalálható, valamint egy rádióállomás. 1999-ben a központ elnyerte az UNESCO Központ-i címet.
Nagyszámú templom és katedrális található a városban. Itt látható a Román Nemzeti Múzeum Mezőgazdasagi kiállítása (a múzeum tulajdonában van egy XVIII. századi fatemplom is).
Vallási hovatartozás szerint (a 2002-es népszámlálási adatok alapján):
- Román ortodoxok - 51.985 - 98,62%
- Római katolikus - 99 - 0,001%
- pünkösdisták - 54 - 0,001%
- Hetednapi Adventista - 208 - 0,003%
- Mások (görögkatolikusok, református, evangelista, baptista, muzulmán, ateista) - 364 - 1,38%

## Történelem
- 1594 – a település első említése okiratokban, Vitéz Mihály uralkodása alatt Vaideei név alatt
- 1772 – először illetik a települést Slobozia névvel
- 1812 – egy orosz-török békeszerződés megkötésének a helyszíne
- 1887 – megépül az első vasútállomás (Călărași városával köti össze a települést a vasút)
- 1941 – városi rangot kap
- 1979 – megyeszékhely lesz.

## Lakossága
| Nemzetiségek        | 2002  | 2002   |
| ------------------- | ----- | ------ |
| Románok             | 51424 | 97,56% |
| Romák               | 1177  | 2,23%  |
| Magyarok            | 22    | 0,04%  |
| Törökök             | 22    | 0,04%  |
| Olaszok             | 11    | 0,02%  |
| Németek             | 8     | 0,01%  |
| Lipovánok           | 7     | 0,01%  |
| Görögök             | 4     | 0,0%   |
| Ukránok             | 4     | 0,0%   |
| Lengyelek           | 2     | 0,0%   |
| Szerbek             | 2     | 0,0%   |
| Tatárok             | 2     | 0,0%   |
| Csángók             | 1     | 0,0%   |
| Örmények            | 1     | 0,0%   |
| Zsidók              | 1     | 0,0%   |
| Kínaiak             | 1     | 0,0%   |
| Egyéb nemzetiségűek | 18    | 0,03%  |
| Nem nyilatkoztak    | 3     | 0,0%   |
| Összesen            | 52710 | 100,0% |

## Turizmus
Annak ellenére, hogy a város nem egy kimondott turisztikai központ, előnyét élvezi a közelben lévő Amara fürdőnek, valamint annak hogy a város az E60-as európai főút mellett található, mely a Fekete-tengerig halad. A várostól 7 km-re északra található az Amara-tó, ami egy jelentős gyógy- és termálfürdőnek számít. A tó mellett felépítették a Dallas filmsorozatból ismert Ewing-farm, valamint az Eiffel-torony kicsinyített mását (a torony 54 m magas).

## Itt született
- Mircea Dinescu, 1950. november 11., költő, író, aki a kommunizmus ideje alatt a rezsim üldözöttje és megfigyeltje volt
- Cornel Cernea, 1976. április 22., az FC Steaua București kapusa
- Petru Filip, 1955. január 23., politikus, jelenleg Románia egyik Európa Parlamenti képviselője
- Adrian Mihalcea, 1976. május 24., a ciprusi Aris Limassolnál játszó labdarúgó.

## Testvérvárosok

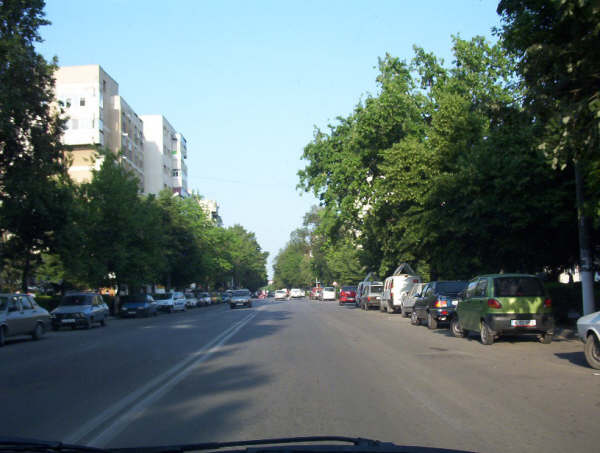
Matei Basarab sugárút

- Veles, Macedónia
- Szilisztra, Bulgária

## Bibliográfia
- Monografia orașului Slobozia, Copoiu Aurelia, 1942, Arhivele Istorice Centrale, fond Ministerul Culturii Naționale
- Tezaur de documente ialomițene vol.1, Cotenescu Mihai-Vlădăreanu Alex, Direcția Generală a Arhivelor Statului din România, București, 1991
- Monografia Sloboziei (lucrare în manuscris), Dragomir Constantin
- Dicționar geografic al județului Ialomița, Geacu Sorin, Ed. Enciclopedică, București, 1997
- Ialomița medievală, Grigorescu Ștefan, Ed. Episcopiei Sloboziei și Călărașilor, Slobozia, 2004
- Monografia orașului Slobozia (lucrare în manuscris), Haralamb Atanase
- Slobozia 400. Studii și comunicări monografice, Consiliul Local al Municipiului Slobozia, 1994
- Istoria Sloboziei și a sloboziilor, Consiliul Local al Municipiului Slobozia, Direcția Generală a Arhivelor Statului filiala Ialomița, 1996
- Slobozia. Contribuții monografice, George Stoian, Ed. Star Tipp, Slobozia, 2007